# Philippe-Louis III de Hanau-Münzenberg
Le comte Philippe-Louis III de Hanau-Münzenberg (26 novembre 1632 à Hanau – 12 novembre 1641 à La Haye) est le dernier comte de la lignée de Hanau-Münzenberg de la Maison de Hanau. Après sa mort, les Hanau-Münzenberg-Schwarzenfels ont hérité de Hanau-Münzenberg.

## Biographie
Philippe-Louis était le fils aîné du comte Philippe-Maurice de Hanau-Münzenberg et de la princesse Sibylle-Christine d'Anhalt-Dessau.
En 1634, la situation politique de la Guerre de Trente Ans a forcé Philippe Maurice à fuir avec sa famille via Metz, Châlons, Rouen et Amsterdam pour aller dans la famille d'Orange-Nassau à Delft et La Haye. Philippe Maurice est retourné à Hanau-Münzenberg, en 1637, cependant, il a laissé son fils avec sa mère, Catherine-Belgique d'Orange-Nassau.
Philippe Maurice est mort en 1638, à seulement 33 ans. Ainsi, Philippe-Louis III a hérité de Hanau-Münzenberg à l'âge de 5 ans. La Chambre impériale a nommé à sa mère comme son seul tuteur. Contrairement aux dirigeants de Hanau-Münzenberg, elle entretenait une relation détendue avec les Hanau-Münzenberg-Schwarzenfels.

## La mort
Philippe-Louis III meurt de la rougeole à l'âge de 8 ans, le 12 novembre 1641 à La Haye. Il était le dernier membre de la lignée de Hanau-Münzenberg. Ses frères et sœurs étaient tous morts avant lui. Hanau-Münzenberg a été repris par son cousin germain, le comte Jean-Ernest de Hanau-Münzenberg-Schwarzenfels. Lorsque Jean-Ernest mourut un an plus tard, Hanau-Münzenberg est passé à la lignée de Hanau-Lichtenberg.
Philippe-Louis III a été enterré le 18 février 1646, dans la crypte de l'Église de sainte-Marie de Hanau, avec sa mère et son successeur. Son cercueil en étain a été volé en 1812, dans le chaos des Guerres Napoléoniennes.